# Missa Pastoral (Diabelli)
La Missa Pastoral d'Anton Diabelli és una missa en fa major, op. 147, que va unida a l'Ofertori de Nadal op. 148 i ocupen un lloc especial en la producció de Diabelli perquè reflecteixen el caràcter festiu i la passió pels infants que l'autor portava a dintre. L‘obra va ser composta amb només 24 dies (1 al 24 de novembre de 1830).
La missa pastoral no era un gènere nou, des del Barroc que hi havia misses pastorals en les que s'incorporaven temes, i la Missa Diabelli també conté tots els requisits tradicionals de música pastoral; baixos sostinguts, ritmes sicilianes, temps de compàs de 6/8, parts de solo pels instruments de vent, cors de veus d'homes, efectes d'eco.
Tanmateix, aquesta missa és excepcional entre les pastorals, ja que hi ha una barreja que crea una impressió d'espontaneïtat i sinceritat emocional gens afectada, i va rebre unes crítiques elogioses.
Inclòs en els motius camperols de muntanya semblen congeniar completament amb el temperament del compositor de Salzburg. Però el fet de la música absoluta d'aquesta obra no fa patir el fet que l'autor volgués mostrar clarament la coloració; ja en el Glòria amb llurs ressonants trompetes i l'esplèndida fuga i per l'Et incarnatus, amb el seu virtuós violí la part de la flauta.
L'ofertori Angelus ad pastors, segueix de prop l'esperit del text de Sant Lluc, parla de l'aparició de l'àngel als pastors i la seva decisió d'arribar a Betlem per adorar el Nen. Tot això és amor i porta a la ment tot el paisatge del Nadal en el bressol del Tirol austríac.
El compositor enfoca el camp, amb la foscor de la nit i els pastors (clau menor, de fusta) i, a continuació, l'àngel (grans sopranos), llavors de nou els pastors (les veus dels homes) i, finalment, la Sagrada Família (tema pastoral).
Un animat Al·leluia posa el punt final aquesta pastoral.